# Maison des Chevaliers (Wissembourg)
La maison des Chevaliers est un monument historique situé à Wissembourg, dans le département français du Bas-Rhin.

## Localisation
Ce bâtiment est situé au 1, avenue de la Sous-Préfecture à Wissembourg.

## Historique
L'ancien hôtel de l'abbaye Saint-Pierre-et-Saint-Paul du XVIIe siècle était réservé aux hôtes de marque et aux chevaliers qui étaient convoqués pour siéger au tribunal équestre.
L'édifice fait l'objet d'une inscription au titre des monuments historiques depuis 1990.

## Architecture
La maison comporte une aile Renaissance perpendiculaire à la rue. Cette aile comporte un pignon à volutes et des décors sculptés représentent des rosaces, des têtes de lions, des têtes d'anges et d'hommes.

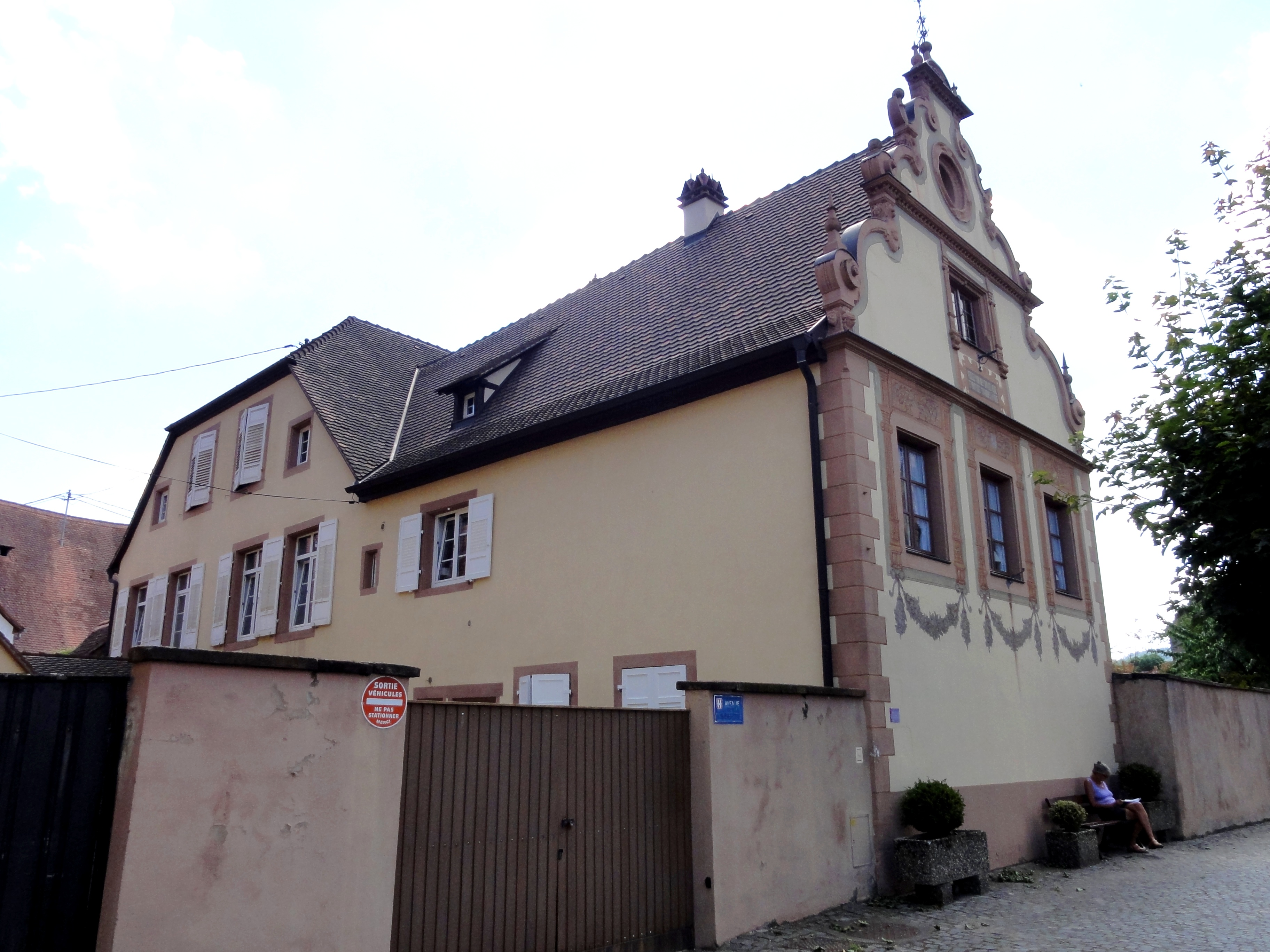
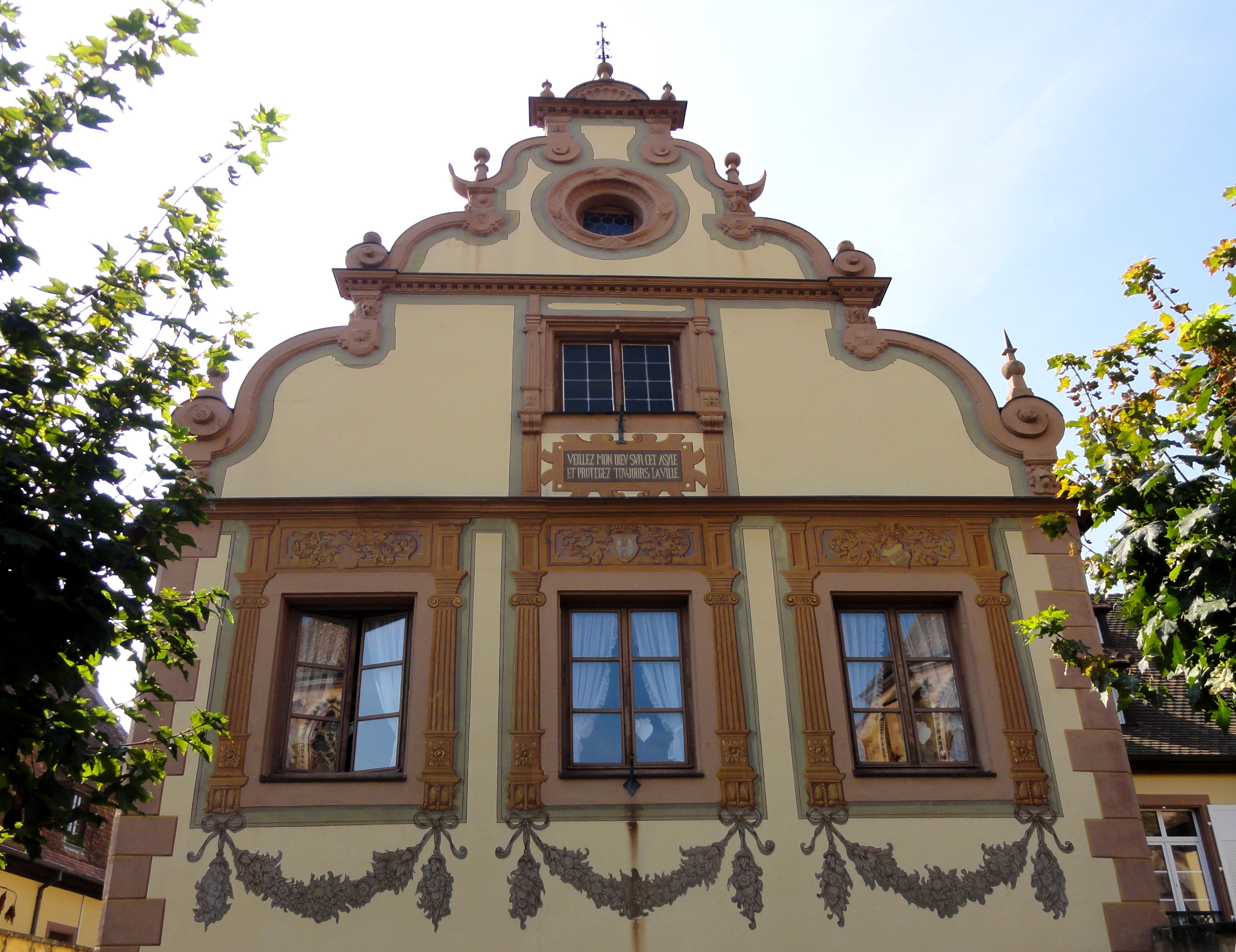